# Francesco Dettori
Francesco Dettori (ur. 2 marca 1983 w Sassari) – włoski piłkarz występujący na pozycji pomocnika. Zawodnik klubu FeralpiSalò.

## Kariera piłkarska
Francesco Dettori jest wychowankiem Latte Dolce Sassari. Przez pierwsze lata kariery grał w klubach z niższych lig, takich jak Sangiovannese, Orvietana, Rosetana, Potenza oraz Delfino Pescara 1936. Sezon 2008/2009 spędził w zespole Avellino, gdzie rozegrał 38 meczów w Serie B. Potem powrócił do Pescary, z którą wywalczył awans do drugiej ligi włoskiej po barażach. W sezonie 2010/2011 rozegrał jednak tylko jeden mecz ligowy, bowiem przeszedł do drużyny Chievo Werona.